# غيدو بوخفالد
غيدو بوخفالد (بالألمانية: Guido Buchwald) من مواليد 24 يناير 1961، لاعب كرة قدم ألماني سابق، ومدرب كرة قدم ألماني سابق.

## مسيرته مع المنتخب
لعب مع منتخب ألمانيا لكرة القدم من عام 1984 إلى عام 1994 ، وحققت مع منتخب بلاده كأس العالم 1990م.

## وصلة خارجية
- غيدو بوخفالت على موقع الاتحاد الدولي (مؤرشف)  (الإنجليزية)
- غيدو بوخفالت على موقع الاتحاد الأوربي (الإنجليزية)
- غيدو بوخفالت على موقع رابطة كرة القدم اليابانية للمحترفين (اليابانية)
- غيدو بوخفالت على موقع قاعدة بيانات كرة القدم.إي يو (الإنجليزية)
- غيدو بوخفالت على موقع بيانات كرة القدم. دي إي (الألمانية)
- غيدو بوخفالت على موقع ناشيونال فوتبول تيمز (الإنجليزية)
- غيدو بوخفالت على موقع Soccerway.com (الإنجليزية)
- غيدو بوخفالت على موقع عالم كرة القدم.نت (الإنجليزية)
- غيدو بوخفالت على موقع أوليمبيديا (الإنجليزية)